# 長齒小石蘚
長齒小石蘚（学名：Weissia longidens）为叢蘚科小石蘚屬下的一个种。